# 徳寿丸
徳寿丸（とくじゅまる　Tokuju maru）は鉄道省の関釜航路・青函航路の鉄道連絡船。景福丸型の第2船で、姉妹船に景福丸・昌慶丸がある。船名は旧朝鮮時代の王宮徳寿宮に由来する。

## 概要
関釜連絡船、朝鮮鉄道、南満洲鉄道経由の日中連絡運輸開始による旅客増に対応するため、1920年に新造が計画された景福丸型旅客船3隻の第2船である。1922年三菱重工業神戸造船所で建造され、同年就航した。景福丸型3隻の就航により、下関-釜山間は昼8時間、夜9時間に短縮された。

## 航跡

### 関釜航路
1938年1月23日19時13分頃、乗客370名を載せて下関港に入港してきた景福丸（2便、釜山11時45分-下関19時30分）が巌流島沖で小型船を避けて左転したところ、そのまま転舵不能となった。係船ブイに係留された徳寿丸に接近したため景福丸は直ちに両機関を全速後進・船首両錨を投じて減速を試みたものの、19時15分に徳寿丸の左舷中央に衝突、徳寿丸は水線付近の損傷箇所から浸水して8時20分に沈座した。衝突された徳寿丸の当直職員40余名は救命艇に移乗して全員無事、衝突した景福丸も船首を損傷したのみで乗員・乗客全員無事。
徳寿丸は4月1日に浮揚され、修理後7月21日に航路へ復帰した。なお、修理に際しては船橋外装が新造時当初のチーク板張りから鋼板張り白塗装に変更されている。
1943年6月30日に博釜航路の試運航として博多釜山間を1往復し、7月15日から昌慶丸と2船で運航を開始した。1945年4月以降は関門海峡や博多湾が機雷封鎖で使用できなくなり、連絡船の基地は仙崎、須佐へと移ったが、1945年6月20日に関釜・博釜航路の船舶を日本海航路に転用することが決まり、徳寿丸は敦賀-清津航路に配船された。

### 引揚輸送
終戦直後の1945年8月22日、戦災を免れた徳寿丸と興安丸は仙崎港に回航された。8月28日にアメリカ軍が釜山から仙崎・博多両港への引揚げ輸送を許可し、徳寿丸は博多-釜山間を運航することとなった。9月2日、戦後の公式引揚の第1船として釜山港を出航。9月4日に博多港に到着。以後、1947年1月15日の任務解除まで、往航は韓国人の送還、復航は日本人の引揚げ輸送に従事した。終戦後、GHQの日本商船管理局（en:Shipping Control Authority for the Japanese Merchant Marine, SCAJAP）によりSCAJAP-T081の管理番号を与えられた。
1947年7月8日、樺太からの引揚者輸送（真岡-函館間）に従事するため下関を出港、第1便は8月16日に真岡港で引揚者2,027名を収容し、18日に函館港へ入港した。以後、真岡函館間の引揚輸送は冬季結氷期間を除く1949年8月1日まで継続された。その間の1948年3月4日から5月2日までは青函航路の助勤となり、3月19日から臨時就航している。1950年6月に朝鮮戦争が勃発すると、同年7月3日から1952年2月12日までアメリカ軍に傭船され、佐世保-釜山間の軍事輸送に従事した。

### 青函航路
1954年9月26日の洞爺丸台風により洞爺丸などが沈没（洞爺丸事故）すると、10月1日より洞爺丸の代船として青函航路に就航（助勤、10月2日転属）し、新造船の十和田丸就航を前にした1957年8月31日で終航となった。その後は広島鉄道管理局へ戻されて下関桟橋に係留され、1961年6月16日に老朽船として三菱商事に売却、解体された。

## その他
- 韓国の大衆楽曲（トロット）の1926年のヒット曲『死의 贊美』（死の賛美）を歌ったユン・シムドクは、大阪で同レコードの吹き込んだ後の1926年8月4日午前4時、対馬沖を航行する釜山行の徳寿丸の船上から恋人で劇作家の金祐鎮と供に投身自殺し、当時の朝鮮全土に一大センセーションを巻き起こした。